# NGC 1869
NGC 1869 (còn được gọi là ESO 85-SC55) là một cụm mở trong chòm sao Kiêm Ngư. Nó nằm trong Đám mây Magellan Lớn. Nó được James Dunlop phát hiện vào ngày 24 tháng 9 năm 1826, sử dụng gương phản xạ kính viễn vọng với khẩu độ 9 inch. Đó là một cụm lớn của các ngôi sao rải rác phong phú. Nó là một phần của hiệp hội ba với NGC 1871 và NGC 1873. Nó có cấp sao biểu kiến là 14,0.